# Cymopolée
Cymopolée ou Kymopolia (en grec ancien : Κυμοπόλεια / Kumopóleia) est la fille de Poséidon. Elle est la femme de Briarée, un des trois hécatonchires. 

## Étymologie
Cymopolée est à l'origine un nom en grec ancien : Κυμοπόλεια / Kumopóleia. Le nom est composé d'une part de Κυμο / Kumo, provenant de Κῦμα / kŷma qui signifie l'onde, la vague, et de πόλεια / póleia, de πόλεô / poleô qui indique ici la taille, l'étendu.

## Représentations artistiques

### Littérature
- Elle apparait en tant qu'antagoniste mineure dans Le Sang de l'Olympe, cinquième et dernier tome de la série Héros de l'Olympe de Rick Riordan.

## Sources
- Hésiode, Théogonie [détail des éditions] [lire en ligne] (vers 818-820)